# Sitcom
Pour les articles homonymes, voir Sitcom (homonymie).

Logo original de la série The Office

Une sitcom ou une comédie de situation, est une série télévisée à dominante humoristique, caractérisée par une unité de lieu (décor récurrent) permettant des moyens de tournage simplifiés et des coûts de production réduits (nombre très restreint de décors, peu ou pas d'extérieurs). Le mot est une contraction de l'anglais situation comedy («comédie de situation»).
La particularité des premières sitcoms est d'avoir une piste sonore dédiée aux rires. En effet, ce genre de fictions était souvent tourné devant un public.
Le genre est sans doute apparu dans les années 1950, les réalisateurs William Asher pour les États-Unis et Ray Galton et Alan Simpson pour le Royaume-Uni étant parfois cités comme les inventeurs du genre.
Parmi les sitcoms américaines les plus connues (le genre étant apparu aux États-Unis) figurent: 
- I Love Lucy (1951)
- Cosby Show
- Notre belle famille
- Madame est servie
- Une nounou d'enfer
- Friends
- Seinfeld
- Dingue de toi
- Ma sorcière bien-aimée
- Tout le monde déteste Chris
- That '70s Show
- Will et Grace
- Scrubs
- Ma famille d'abord
- Mon oncle Charlie
- How I Met Your Mother
- iCarly
- The Big Bang Theory
- 2 Broke Girls
- The Middle
- The Office
- Modern Family
- Victorious
- Jessie
- Hannah Montana
- La vie de palace de Zack et Cody
- La vie de croisière de Zack et Cody
- Liv et Maddie
- Drake et Josh
- The Jeffersons

Pour ce qui est des sitcoms françaises, on peut citer parmi les plus connues : H, Maguy, Marc et Sophie, Les Filles d'à côté, Premiers Baisers, Le Miel et les Abeilles ou encore Hélène et les Garçons et Salut les Musclés.
Au Québec on retrouve les sitcoms suivantes : Symphorien, La Petite Vie, Radio Enfer, Max Inc, Histoire de Filles et Madame Lebrun.

## Caractéristiques des comédies de situation
Les épisodes des comédies de situation américaines modernes durent généralement 21 à 22 minutes, hors publicité. Ce format permet au diffuseur d'insérer de huit à neuf minutes de pages publicitaires sur un créneau de 30 minutes, en trois coupures. Celles des autres pays, qui ont moins de publicités (il n'y a qu'une seule coupure en France, et sur les chaînes privées uniquement) peuvent couramment aller jusqu'à une demi-heure.
Ces séries mettent généralement en scène des situations humoristiques voire loufoques au sein d'une même famille ou d'un groupe d'amis, faisant la part belle aux intrigues sentimentales et aux personnages secondaires truculents. Elles peuvent avoir une visée moralisatrice ou aller au contraire à l’encontre des conventions (comme Mariés, deux enfants ou Seinfeld).

## Les rires en fond sonore
Une des caractéristiques des sitcoms est la présence de rires en fond sonore. Celles qui n'en utilisent pas (Malcolm, Scrubs, Worst Week : Pour le meilleur... et pour le pire ! ou encore Tout le monde déteste Chris) sont classées par défaut dans sitcoms mais ce sont des comédies dans le sens strict du terme.
Dans les sitcoms américaines, ces rires sont à l'origine de vrais rires, conséquence du fait que ces séries étaient enregistrées en public. Certaines séries enregistrées sans public (les sitcoms d'AB Productions ou iCarly par exemple) font entendre des rires enregistrés rajoutés (appelés « rires en boîte » dans le langage familier).
Pour une série enregistrée en public, lorsqu'une scène nécessite un tournage séparé (extérieur, scène de nu, etc.), la scène est en général tournée au préalable et projetée au public à sa place dans l'épisode lors de l'enregistrement. Lorsque c'est le cas, le rire original du public peut être alors enregistré et rajouté à la scène. En post-production, au moment du mixage, des rires peuvent encore être modifiés, complétés ou mixés avec des rires enregistrés, en fonction des effets voulus par le réalisateur. C'est le cas dans Friends. Cas plus original, la sitcom How I Met Your Mother est entièrement filmée sans public, mais l'épisode une fois tourné est monté et projeté devant des spectateurs ; c'est là que les rires du public sont enregistrés, avant la diffusion de l'épisode à la télévision.
Lorsque l'épisode est traduit et doublé en français, les rires originaux sont perdus et remplacés éventuellement par des rires enregistrés. Certains diffuseurs commandent des versions françaises de sitcoms avec rires, d'autres sans. C'est le cas par exemple de certains épisodes de Ma sorcière bien-aimée, qui avaient été doublés avec rires pour le marché québécois et sans pour le marché français (même chose pour Happy Days).

## Évolution du genre

### Aux États-Unis
Au fil des années, la sitcom est devenue un genre télévisuel à part entière, développant ses propres codes, révélant au public de nouveaux talents (Michael J. Fox, Alyssa Milano, Will Smith, Miranda Cosgrove, Helen Hunt, Ross Lynch, Debby Ryan, Jennifer Aniston, Ashton Kutcher, Mila Kunis, Kenan Thompson, Neil Patrick Harris, Victoria Justice, Jim Parsons… ) et explorant des styles différents pour se renouveler constamment. Ainsi, la sitcom a puisé son inspiration dans le genre fantastique ou merveilleux (La Famille Addams, Ma sorcière bien-aimée, Sabrina, l'apprentie sorcière) ou dans la science-fiction (Alf, Loin de ce monde). La sitcom peut reposer sur un humour bon enfant ou être ouvertement cynique, corrosive et éventuellement grivoise (les sous-entendus sexuels sont très présents dans Friends et Will et Grace par exemple) ; elle peut donner une image idéalisée de la famille et des communautés (Cosby Show, Le Prince de Bel-Air, La Vie de famille) ; caricaturer les « beaufs » (Mariés, deux enfants) ou se moquer plus ou moins gentiment du comportement de jeunes citadins immatures (Friends, Ce que j'aime chez toi) ou de geeks (The Big Bang Theory).

### EnEurope
La série comique espagnole Aquí no hay quien viva (adaptée en France par M6 en 2005 sous le titre Faites comme chez vous !) se caractérise par un nombre de décors restreint, un type d'humour et un sujet (le quotidien d'une communauté de voisins) typiques des sitcoms ; mais la durée de ses épisodes, en moyenne supérieure à une heure, l'empêche d'être rattachée sans équivoque au genre. Il en est de même pour La Famille Serrano.

#### Cas particulier de la France
En France, la première série qui s'apparente à une sitcom s'appelle La Famille Bargeot, diffusée à partir du 18 mars 1985 sur TF1. Si le format n'est que de 13 minutes et que les rires du public sont absents, son unité de lieu (la maison des Bargeot) et surtout le portrait au vitriol d'une famille de « beaufs » laissent entrevoir les prémices de la sitcom américaine Mariés, deux enfants. Diffusée en lieu et place de Cocoricocoboy, La Famille Bargeot n'aura pas le temps de s'installer. Sur les 65 épisodes tournés, tous ne seront pas diffusés car les téléspectateurs français n'auront pas apprécié de se voir ainsi caricaturés.
À partir du 8 septembre 1985, c'est le groupe Télé Images qui adapte en premier une sitcom directement importée des États-Unis avec Maguy. La première saison est tournée en public (respectant les codes originaux) ; mais pour des raisons de coûts, la suite du tournage se fera sans public, avec des rires enregistrés. Fort de ce succès sur Antenne 2, Télé Images vendra ses prochains projets à TF1. Ainsi naîtront: Marc et Sophie, Vivement lundi ! et la série judiciaire Tribunal. Les années 1990, vont marquer un tournant dans le genre. AB Productions ayant investi dans la construction de nouveaux studios, le groupe se diversifie et s'aventure sur des terres jusque-là réservées. Dès 1991, le groupe vend la série judiciaire Cas de divorce à La Cinq et des sitcoms pour TF1, en réussissant à tourner un épisode de 26 minutes en une journée. Télé Images ne pourra rivaliser. Fort de cet outil de production et de ses sitcoms tournées à bas coût, AB Productions pourra ensuite exporter dans le monde francophone : Premiers Baisers, Hélène et les Garçons, Le Miel et les Abeilles, Les Filles d'à côté, etc.
Tournées sans public, avec le recours quasi systématique à des rires préenregistrés lors des passages humoristiques, les sitcoms d'AB Productions se focalisent souvent sur les histoires d'amour entre lycéens ou étudiants, traitées sur un mode mélodramatique qui les rend parfois plus proches du soap opera que des sitcoms américaines. Elles ont en tout cas contribué à créer une sorte de confusion auprès du public français dans l'usage du mot « sitcom », qui évoque depuis pour une partie des téléspectateurs français une série « à l'eau-de-rose » mettant en scène des adolescents ou des trentenaires, comme Beverly Hills 90210, ou Hartley, cœurs à vif (Heartbreak High), qui pourtant, dans leur format (45 minutes), leur propos ou leur coût, ne correspondent pas à des « comédies de situation ».
En 1998, Canal+ se lance sur le créneau des sitcoms et revient aux fondamentaux en s'inspirant de productions Outre-Atlantique avec H ou Blague à part. Ironie du sort, la dernière saison de H sera tournée dans les anciens studios du Club Dorothée et des sitcoms AB, devenus déserts à la suite du non-renouvellement de contrat avec TF1.